# Руджі (Горж)
Руджі (рум. Rugi) — село у повіті Горж в Румунії. Входить до складу комуни Турчинешть.
Село розташоване на відстані 234 км на захід від Бухареста, 11 км на північ від Тиргу-Жіу, 99 км на північний захід від Крайови.

## Населення
За даними перепису населення 2002 року у селі проживали 524 особи, усі — румуни. Усі жителі села рідною мовою назвали румунську.